# Asrat Haile
Asrat Haile (1952 -26 de octubre de 2024) fue un entrenador de fútbol etíope.

## Equipos
| Periodo   | Club                   |
| --------- | ---------------------- |
| 2001      | Etiopía                |
| 2003      | Etiopía                |
| 2003-2004 | Etiopía                |
| 2008      | EEPCO FC               |
| 2012-2024 | Ethiopian Insurance FC |

## Logros
- Copa CECAFA (2): 2001, 2004